# 梅津龍太郎
梅津 龍太郎（うめづ りゅうたろう、1940年11月19日 - ）は、徳島県徳島市出身のラジオパーソナリティ。オフィス・ユー・アイ代表取締役。愛称は龍ちゃん。

## 略歴
高校卒業後に、東京都の栄養専門学校に進学した。
21歳で徳島県に戻った。
関西テレビ・テレビ愛媛の記者、カメラマンを経てフリーとなる。その後、四国放送「おはようとくしま」のキャスターを昭和58年（1983年）4月から平成3年（1991年）3月の8年間にわたり務める。キャスターの退任後は朝日放送や西日本放送のラジオ番組に出演。また、特定非営利活動法人徳島フィルムコミッションの代表を務め、山田洋次監督「虹をつかむ男」、藤竜也主演「村の写真集」、渡辺謙主演「沈まぬ太陽」、マシュー・バーニー監督で世界の歌姫ビョーク主演「拘束のドローイング」の映画4本と「土曜ワイド劇場」、「女と愛とミステリー」など15本のテレビドラマを徳島に誘致し、撮影協力する他、山田洋次映画祭、脇町映画祭を企画、運営。

## 現在の出演番組

### ラジオ
- 日曜懐メロ大全集（四国放送）パーソナリティ

## 過去の出演番組

### テレビ
- ワイドサタデー（朝日放送）リポーター
- 芸能まわり舞台（四国放送）
- おはようとくしま（四国放送） - 司会
- 土曜ワイド劇場「和久峻三ミステリー 京都の芸者弁護士(5) 清香危うし!芸者の入廷を禁ず 扇連続殺人 仰天アカペラ法廷!」（2001年8月18日、朝日放送）
- 土曜ワイド劇場「お祭り弁護士・澤田吾朗(3) 青森ねぶた祭～徳島阿波おどり 日本縦断二大祭り1600キロを結ぶ連続殺人!」（2002年8月31日、テレビ朝日） - ホテルの社長役
- 金曜エンターテイメント「京都祇園入り婿刑事事件簿(12) 加代子がバスジャックの人質!?わが子よ!妻を亡くした男の凶行の陰に潜む非道な誘拐!四国阿波路―騙された母の悲しき遍路」（2005年7月29日、フジテレビ） - 阿波人形浄瑠璃の人形使い役

### ラジオ
- 演歌懐メロ日曜3時間（1977年 - 、四国放送）
- いきいきワイド 雨の日晴れの日曇りの日（西日本放送）パーソナリティ
- 気ままにラジオ 雨の日晴れの日曇りの日（西日本放送）パーソナリティ
- ちょっとパジャマは早すぎる!（四国放送）パーソナリティ
- GOOD MORNING SATURDAY（エフエム徳島）パーソナリティ

## 映画
- 波乗りオフィスへようこそ（2019年4月、マジックアワー） - 町の世話役清掃の責任者役
- 虹をつかむ男 (1996年、松竹、山田洋次監督) - 車掌役
- 村の写真集 (2004年、ビデオプランニング、藤竜也主演) - 小学校校長役